# Waarland
Waarland (52° 44′ N, 4° 50′ L) é uma cidade dos Países Baixos, na província de Holanda do Norte. Waarland pertence ao município de Schagen, e está situada a 6 km, a norte de Heerhugowaard.
Em 2001, a cidade de Waarland tinha 1423 habitantes. A área urbana da cidade é de 0.43 km², e tem 550 residências.
A área de Waarland, que também inclui as partes periféricas da cidade, bem como a zona rural circundante, tem uma população estimada em 2370 habitantes.